# Préaux-Bocage
Préaux-Bocage è un comune francese di 119 abitanti situato nel dipartimento del Calvados nella regione della Normandia.

## Società

### Evoluzione demografica
Abitanti censiti